# オート・メラーラ 127 mm 砲
オート・メラーラ 127 mm 砲（Oto Melara 127mm gun）は、イタリアのオート・メラーラ社（現レオナルド社電子機器・防衛＆セキュリティシステム部門）が開発した艦載砲システム。高発射速度と軽量化を両立し、優れた性能を有する。
従来使用されてきた54口径長モデル（127/54 Compact）に加え、近年、新型の長射程弾に対応した軽量化64口径長モデル（127/64 Light Weight）も開発された。

## 来歴
1960年代より、欧米各国では、砲塔の無人化を図った軽量自動砲の開発が盛んになっていた。イタリア海軍もこの趨勢にあわせて、1965年10月より、オート・メラーラ社と共同で新型軽量自動砲の開発を開始した。
これによって開発されたのがコンパット砲（Compatto）であり、1969年5月には最初のプロトタイプが完成し、陸上射撃試験を経て、1971年12月には洋上性能試験が行われた。成績は良好であり、1972年にはイタリア海軍で制式化され、同年に竣工した同海軍のアウダーチェ級駆逐艦に搭載された。
その後も改良が進められ、1993年夏には、レーダー反射断面積の低減と軽量化を図った新型砲塔が開発され、アレッゲリト砲（Alleggerito）として発表された。また、これを元に長砲身化するとともに誘導砲弾の運用にも対応した発展型としてブルカノ砲（Vulcano）も開発され、2013年竣工のカルロ・ベルガミーニ級フリゲートに搭載されて装備化された。

## 設計

### コンパット砲

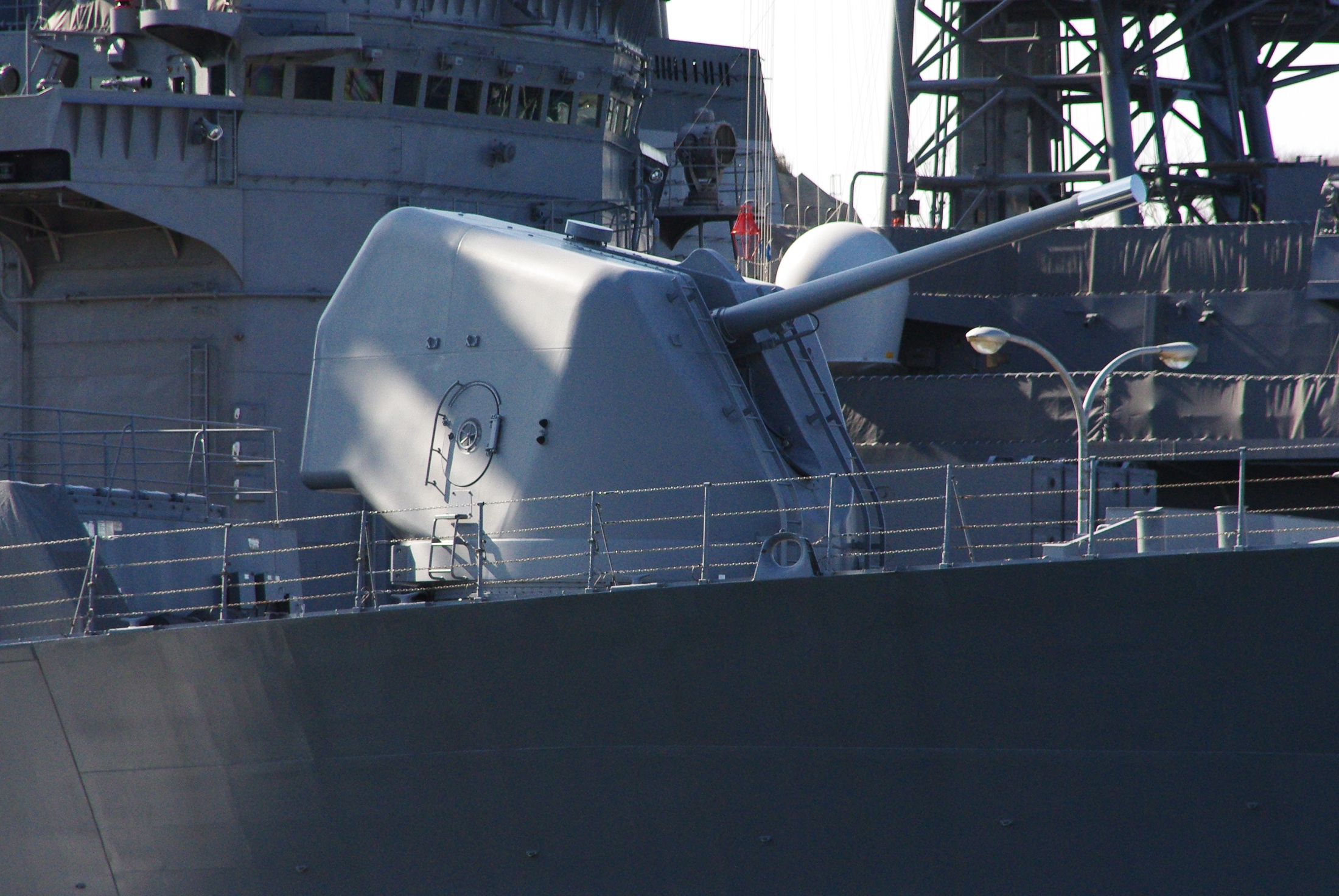
たかなみ型護衛艦搭載の127mm砲

コンパット砲は、先行して同社が開発していた62口径76mm単装速射砲（76mmコンパット砲）のスケールアップ・モデルにあたる。露天甲板上の砲塔部と、その直下の即応弾マガジン・ドラム、さらにその下の下部揚弾ホイストおよび管制室より構成される。
弾薬は、弾火薬倉から人力で取り出されて2系統の下部揚弾ホイストに給弾され、即応弾マガジン・ドラムに装填される。使用する弾薬は半固定弾薬で、Mk.42などで使用されるアメリカ海軍の54口径127mm砲とも互換性がある。即応弾マガジン・ドラムは3つ設置されており、砲塔旋回軸を中心に等間隔で配置され、各22発（計66発）が装填されている。各ドラムには異なった種類の弾薬を装填可能であり、従って、最大で3種類の弾種を即応準備弾として用意することができる。
マガジン・ドラムに装填された弾薬は、コントロール・パネルの操作で必要な弾種が選択され、砲塔軸上に設置された上部揚弾ホイストによって砲塔内に運弾される。砲塔内の弾薬装填装置上で信管が調整され、砲に装填されることになる。発砲後、薬莢は砲身下部の排出口より砲塔外に排出される。
砲塔は完全防水構造の強化プラスチック製シールドを備えており、Mk.45と同様、砲塔内は無人化されている。ただし下部揚弾ホイストへの給弾は人力であり、各ホイストあたり少なくとも2名の給弾手が必要であり、最大発射速度で発砲する場合、8名が配置される。
|          | AGS       | H/PJ-45  | A-192M     | Mk45 Mod 4 | 127mm/54C  | Mk8 Mod 1  | Mle.68   | 76mm C/SR                   | Mk110      |
| -------- | --------- | -------- | ---------- | ---------- | ---------- | ---------- | -------- | --------------------------- | ---------- |
| 砲身数   | 単装      | 単装     | 単装       | 単装       | 単装       | 単装       | 単装     | 単装                        | 単装       |
| 口径     | 155 mm    | 130 mm   | 130 mm     | 127 mm     | 127 mm     | 113 mm     | 100 mm   | 76 mm                       | 57 mm      |
| 砲身長   | 62口径    | 70口径   | 70口径     | 62口径     | 54口径     | 55口径     | 55口径   | 62口径                      | 70口径     |
| 重量     | 106 t     | 50 t     | 24 t       | 28.924 t   | 37.5 t     | 26.4 t     | 22 t     | 12 t                        | 7.5 t      |
| 要員数   | 完全自動  | 不明     | 5名以下    | 6名        | 2-8名      | 給弾手2名  | 無人     | 給弾手3名                   | 完全自動   |
| 仰俯範囲 | +70°/ -5° | 不明     | +80°/ -15° | +65°/ -15° | +83°/ -15° | +55°/ -10° | +29°     | +85°/ -15°                  | +77°/ -10° |
| 旋回範囲 | 全周      | 不明     | 不明       | 340°       | 330°       | 340°       | 40°      | 全周                        | 全周       |
| 発射速度 | 10発/分   | 40発/分  | 30発/分    | 16-20発/分 | 45発/分    | 25発/分    | 78発/分  | 80発/分（C） 120発/分（SR） | 220発/分   |
| 冷却方式 | 水冷      | 水冷     | 不明       | 空冷       | 水冷       | 空冷       | 水冷     | 水冷                        | 水冷       |
| 最大射程 | 118,000 m | 29,500 m | 23,000 m   | 37,000 m   | 23,000 m   | 21,950 m   | 17,000 m | 18,400 m                    | 21,000 m   |

### アレッゲリト砲
アレッゲリト砲ではドラム弾倉を廃して、かわりに20発の即応弾をもつ自動給弾システムと、下部弾庫からのホイスト2系統に改めている。これにより、砲システムの重量はコンパット砲の37.5トンに対して27トンと軽量化されたが、射撃速度は、毎分45発から35発に低下した。また旋回可能範囲も330度から310度に、俯仰範囲も+83度 - -15度から+70度 - -15度、俯仰速度も40度/秒から36度/秒になっている。
なお海上自衛隊のこんごう型護衛艦の搭載砲は、コンパット砲を基本として、後のアレッゲリト砲で採用されることになる電子機器を導入した漸進型とされている。

### ブルカノ砲

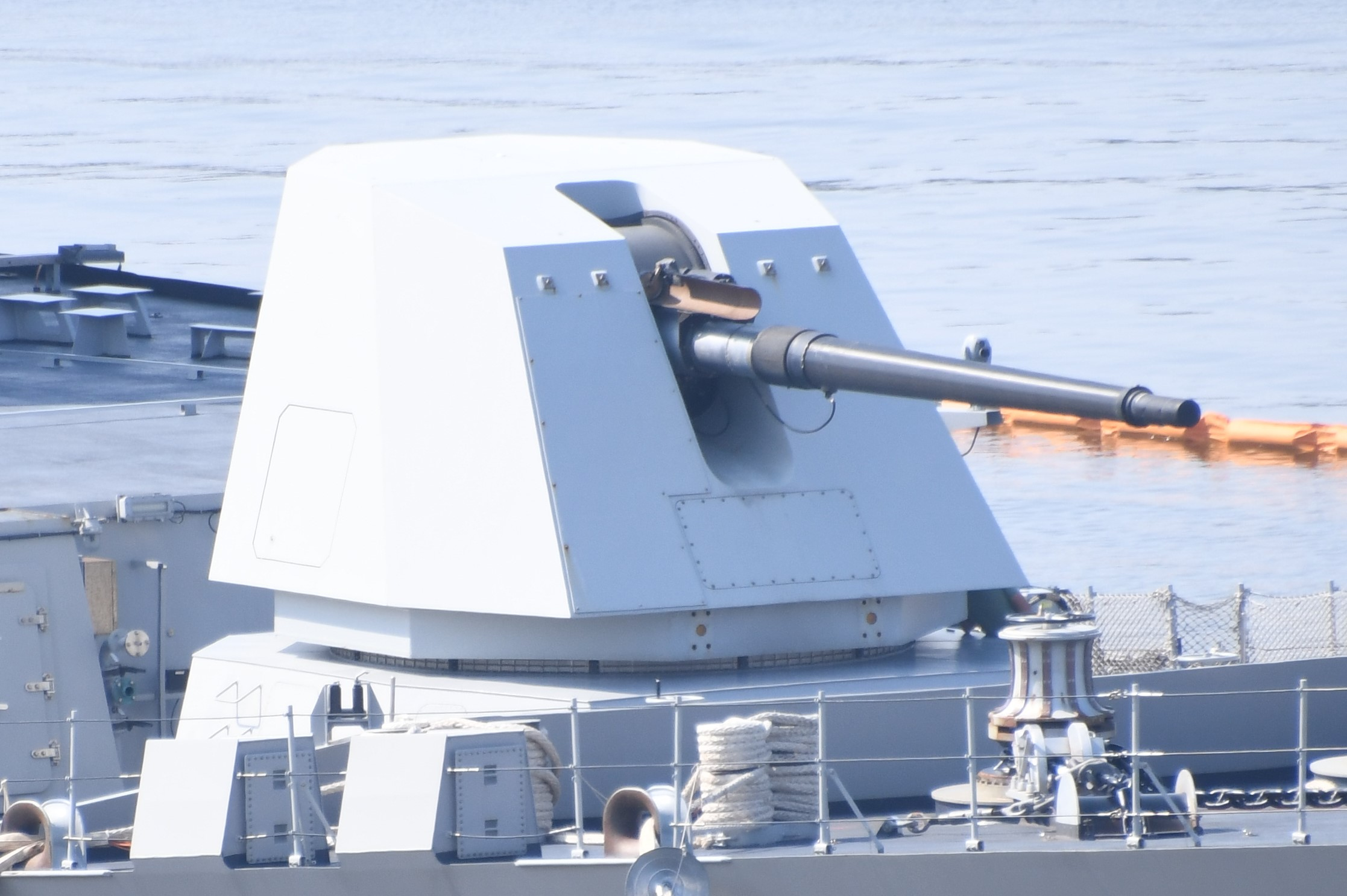
64口径ブルカノ砲

ブルカノ砲では、砲身を64口径長に延長し、ブルカノ誘導砲弾の運用に対応した。給弾機構も変更され、14発入りのドラム弾倉4個（計56発）が配置されている。ただしこれにより、アレッゲリト砲よりも砲塔重量は増大し、30 - 34トンとなった。
ブルカノ弾は推進薬と弾丸が一体化したユニタリー弾（単弾頭弾）で、ペイロードは従来の半分に過ぎないが、射程は、従来弾の30キロメートルに対し約100キロメートルにまで延伸される。
通常砲弾のほか、対水上射撃を主眼とした赤外線誘導弾、沿岸射撃を主眼としたINS/GPS誘導弾が開発されている。

## 採用艦艇
イタリア海軍
- ルポ級/アルティリエーレ級フリゲート
- マエストラーレ級フリゲート
- アウダーチェ級駆逐艦
- デ・ラ・ペンネ級駆逐艦
- カルロ・ベルガミーニ級フリゲート（汎用型のみ）

 インド海軍
- 17A型フリゲート
- ヴィシャーカパトナム級駆逐艦

 ドイツ海軍
- バーデン・ヴュルテンベルク級フリゲート
- ニーダーザクセン級フリゲート
- 127型フリゲート

 オランダ海軍
- デ・ゼーヴェン・プロヴィンシェン級フリゲート

 ナイジェリア海軍
- フリゲート「アラドゥ」

 アルゼンチン海軍
- アルミランテ・ブラウン級駆逐艦

 カナダ海軍
- イロクォイ級駆逐艦[注 10]

 海上自衛隊
- こんごう型護衛艦
- たかなみ型護衛艦

 大韓民国海軍
- 広開土大王級駆逐艦

 アルジェリア海軍
- エル・エルラディ級フリゲート

 スペイン海軍
- ボニファス級フリゲート

## 登場作品

### アニメ・漫画
『空母いぶき』
こんごう型護衛艦「ちょうかい」が、多良間島沖にて052A型駆逐艦「哈爾浜」と053H3型フリゲート「洛陽」に対し、本砲を用いて攻撃を行い、精密砲撃によって両艦の兵装のみを破壊する。
『ゴジラ S.P ＜シンギュラポイント＞』
こんごう型護衛艦「きりしま」があきづき型およびあさひ型護衛艦とともに東京湾内を目指すマンダの群れに艦砲射撃を加え7体以上を撃破。
『ジパング』
架空のイージス護衛艦、ゆきなみ型護衛艦の装備として登場し、その3番艦で第二次世界大戦時にタイムスリップした「みらい」に搭載されたものが、旧日本軍やアメリカ軍に対して使用される。当時としては考えられない命中率と発射速度で多数の航空機を撃墜し、艦艇にはピンポイント射撃で戦闘能力を奪うことを基本戦術としている。
空母「ワスプ」との戦闘時、SBD ドーントレス艦上爆撃機による体当たりで破壊されるが、砲身は日本軍に仕様を伝え再生に成功する。アニメ版では砲身は折れず、故障と言及されるのみ。
『新世紀エヴァンゲリオンシリーズ』
国連軍に参加する、こんごう型・たかなみ型護衛艦に搭載されているほか、第3新東京市の兵装ビルにも装備されている。
『超時空DDH ヘリ母艦南海の決戦』
第二次大戦時にタイムスリップした架空の護衛艦「うみなり」に搭載され、襲来する旧アメリカ軍機に対して使用される。

### 小説
『川の深さは』
こんごう型護衛艦「こんごう」に搭載されたものが、主人公たちが奪取したAH-64 アパッチに対して使用されるが、コンピュータウイルスによって射撃管制装置が使用不能になったため、手動で操作された。
『超空自衛隊』
第二次世界大戦時にタイムスリップした、たかなみ型護衛艦「さざなみ」に搭載されたものが、襲来する旧アメリカ軍機を迎撃するために使用される。
『日本国召喚』
こんごう型護衛艦「みょうこう」などに搭載されたものが登場。異世界国家のワイバーンや艦船への攻撃に使用される。
『亡国のイージス』
架空のイージス護衛艦「いそかぜ」の装備として登場。小説と漫画版では、架空のはたかぜ型護衛艦3番艦という設定のため、大規模なFRAM改修が行われたことにより、それまで搭載されていたMk 42 5インチ砲2門が、それぞれ本砲に変更されている。映画版では、「いそかぜ」役として出演した、こんごう型護衛艦「みょうこう」に搭載されたものが登場する。
『ルーントルーパーズ 自衛隊漂流戦記』
異世界に飛ばされた架空のイージス護衛艦「いぶき」に搭載されており、飛来する竜騎士に対する対空戦闘や対地攻撃に使用される。

### ゲーム
『Wargame Red Dragon』
NATO陣営で使用可能な駆逐艦「こんごう」の武装として「Otobreda Compact」の名称で登場する。